# RasenBallsport Omiya Ardija
El RB Omiya Ardija (RB大宮アルディージャ?) anteriormente llamado  RB Omiya Ardija (大宮アルディージャ?) es un equipo de fútbol japonés que juega en la J2 League. El club está situado en el barrio de Ōmiya, en Saitama.
El equipo fue adquirido en julio de 2024 por Red Bull GmbH para incorporarlo a su red de clubes de fútbol. A partir del 1 de enero de 2025 paso a llamarse RB Omiya Ardija (RB 大宮アルディージャ?).

## Historia

### NTT Kanto SC (1969-1997)
El equipo fue fundado en 1968 como un club de la empresa NTT en Saitama, que en 1969 pasó a llamarse NTT Kantō Soccer Club. Ascendieron a la segunda división de la semiprofesional JSL en el año 1987/88, y cuando se creó la J. League pasaron a jugar en la Japan Football League (antigua JFL).
En esa categoría NTT no firmaría buenas temporadas, y desde 1992 hasta 1998 su máxima posición fue el séptimo lugar.

### Omiya Ardija (1998-2024)
En 1998 pasó a ser profesional y formó parte de la J2 League como equipo fundador. El nuevo club se estableció en el barrio de Ōmiya adoptando el nombre de Omiya Ardija.
Al continuar contando con el apoyo de NTT y sus asociadas como principal patrocinador, pudo armar una buena plantilla que terminó en sexta posición en su temporada de debut. Mantuvo una regularidad en su paso por la J2 League terminando en la parte superior de la tabla, hasta que en la temporada 2004 consiguieron una segunda posición que les dio derecho a ascender a la J1 League.
Entre esos años, también organizó la Copa de la ciudad de Saitama, también conocida como Saitama City Cup, midiéndose ante clubes internacionales.
En su paso por la J1 League Omiya ha terminado sus temporadas luchando por la permanencia, con una plantilla entre la que sobresalen jugadores como Yasuhiro Hato. Destacan sus partidos contra su máximo rival, Urawa Red Diamonds, conocidos como Derbi de Saitama.
En la temporada 2023 el equipo finalizó en la vigesimoprimera posición y descendió a la tercera categoría, la cual jugarán por primera vez desde 1993.

### RB Omiya Ardija (2025)
El 26 de julio de 2024 se confirmó que la multinacional Red Bull GmbH había comprado el Omiya Ardija. El equipo mantuvo la heráldica, nombre y colores originales hasta el final de la temporada 2024, en la que ascendieron a la J2 League. En septiembre se confirmó que el equipo pasaría a llamarse «RB Omiya Ardija» a partir del 1 de enero de 2025. Como los clubes de la J. League no pueden llevar nombres de empresas, la directiva usó la palabra RasenBallsport (del alemán, «deporte de pelota sobre césped») cuyas siglas «RB» son las mismas que las corporativas.

## Instalaciones

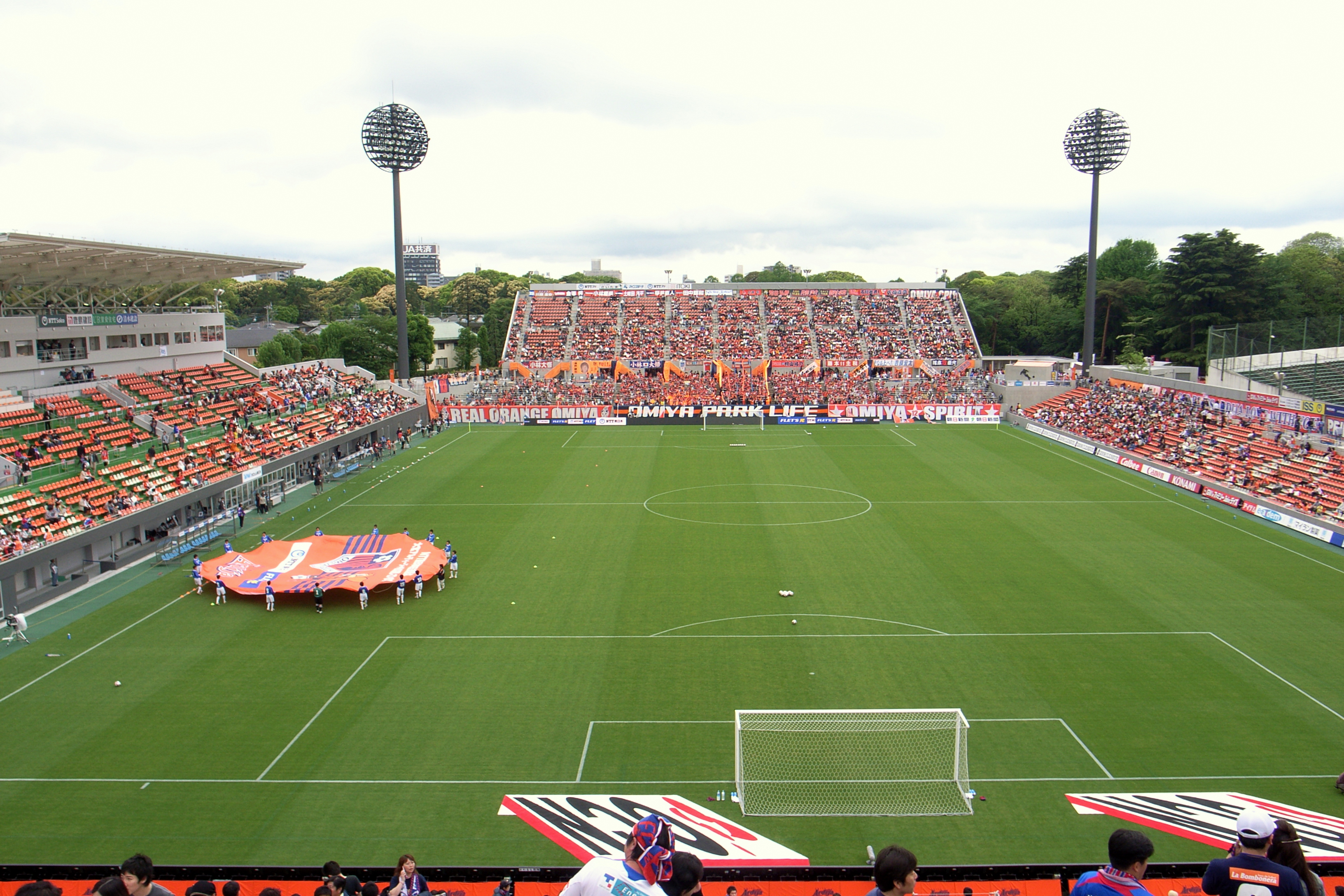
Foto del estadio antes de un partido de la J.League.

### Estadio
Omiya Ardija juega sus partidos como local en el NACK5 Stadium Ōmiya, con capacidad para 15.500 espectadores y césped natural. Por razones de patrocinio el campo se llama Estadio NACK5 de Omiya. Es el primer campo de todo Japón construido específicamente para la práctica del fútbol, ya que se levantó en 1960 con la intención de tenerlo listo para los Juegos Olímpicos de 1964.
Durante la temporada 2006 el equipo jugó en el campo del Urawa Red Diamonds, ya que estaba siendo restaurado.

## Uniforme
| Local     |        |             |             |      |
| 1999–2000 | 2001   | 2002 - 2003 | 2004 - 2005 | 2006 |
| 2007      | 2008   | 2009        | 2010        | 2011 |
|           | 2013   | 2014        | 2015        | 2016 |
| 2017      | 2018   | 2019        | 2020        | 2021 |
| 2022      | 2023 - |             |             |      |
|           |        |             |             |      |

| Visitante |        |             |             |      |
| 1999–2000 | 2001   | 2002 - 2003 | 2004 - 2005 | 2006 |
| 2007      | 2008   | 2009        | 2010        | 2011 |
| 2012      | 2013   | 2014        | 2015        | 2016 |
| 2017      | 2018   | 2019        | 2020        | 2021 |
|           | 2023 - |             |             |      |
|           |        |             |             |      |

| Alternativo/Especiales |                      |                      |
| 2018                   | 2018 20° aniversario | 2023 25° aniversario |
|                        |                      |                      |

## Jugadores

### Jugadores en préstamo
| Prestados |       |     |                    |         |                      |
| -         | JPN ! | POR | Manafu Wakabayashi | 21 años | Iwate Grulla Morioka |
| -         | JPN ! | DEF | Masato Nuki        | 21 años | ReinMeer Aomori      |
| -         | JPN ! | DEF | Shunya Suzuki      | 24 años | Kochi United SC      |
| -         | JPN ! | MED | Yusuke Shimizu     | 24 años | Gainare Tottori      |
| -         | JPN ! | MED | Soya Takada        | 23 años | Tokushima Vortis     |
| -         | JPN ! | MED | Fumiya Takayanagi  | 24 años | Giravanz Kitakyushu  |
| -         | JPN ! | DEL | Seiya Nakano       | 29 años | Vanraure Hachinohe   |
| -         | JPN ! | DEL | Tomoya Osawa       | 22 años | Zweigen Kanazawa     |

## Rivalidades
Derbi de Saitama
El derbi entre los equipos más representativos de la ciudad de Saitama, el Urawa Red Diamonds y el RB Omiya Ardija.

## Palmarés
- J2 League (1): 2015
- J3 League (1): 2024